# Mingueo
Mingueo es un centro poblado del municipio de Dibulla, perteneciente al departamento de La Guajira en la República de Colombia. Siendo la población más poblada del municipio, superando a de la cabecera municipal.

## Contexto geográfico
Está ubicado sobre la Transversal del Caribe, a 90 kilómetros al este de Santa Marta y 70 km al sudoeste de Riohacha. Su territorio hace parte del parque nacional natural Sierra Nevada de Santa Marta y cuenta con costas sobre el Mar Caribe. Sus coordenadas son 11°12′N y 73°24′W

## Historia
Fue corregimiento del municipio de Riohacha hasta el 5 de diciembre de 1995, cuando a través de la ordenanza n.º 030 de la asamblea departamental de la Guajira se constituye el Municipio de Dibulla, pasando a formar parte de este. 
En aquella ocasión, Mingueo aspiraba a ser cabecera del nuevo municipio debido a su ubicación privilegiada sobre la Troncal del Caribe, que le permite comunicarse con dos capitales departamentales rápidamente. Al final, Dibulla fue elegida como cabecera y Mingueo se mantuvo como centro poblado.

## Clima
Por su situación en las estribaciones de la Sierra Nevada, Mingueo posee todos los pisos térmicos. En las zonas cercanas a la costa se presentan las temperaturas más altas, que alcanzan los 38 °C en los meses de verano (julio y agosto). Las tierras templadas se localizan entre 1.000 y 2.400 m s. n. m., con temperaturas que varían entre 24 y 15 °C. Las tierras más frías se encuentran por encima de los 2400 metros, con temperaturas inferiores a 15 °C.

## Instituciones educativas
El centro poblado cuenta con una institución educativa de la modalidad agropecuaria, la Institución Educativa Técnica Rural Agropecuaria de Mingueo (INETRAM),  tiene 6 seis sedes en total, una sede de Bachillerato,  una sede de primaria en el casco urbano llamada 7 de junio, tres sedes veredales Wepiappa sede indígena Wayú, Casa Japón y Quebrada Andrea con estudiantes indígenas kogui, arhuacos, wiwa, afrodescendientes y población mayoritaria campesina. La sede quebrada Andrea es la que queda a mayor distancia del casco urbano a 30 minutos aproximadamente de Mingueo en moto por carretera destapada en estribaciones de la Sierra Nevada de Santa Marta. También cuenta con la sede san Martin exclusiva para preescolar. 